# تاتیانا ایلینا
تاتیانا ایلینا (انگلیسی: Tatiana Ilyina؛ زادهٔ ۱ ژانویهٔ ۱۹۶۵) بازیکن والیبال اهل اوکراین  است.